# Loes Hazelaar
Loes Hazelaar (Doetinchem, 4 december 1962) is een schrijfster van kinder- en jeugdliteratuur. Voorheen was zij verslaggeefster voor De Gelderlander. In 2008 won zij de debuutprijs van de Jonge Jury voor haar boek Een overdosis liefs. Haar boeken worden uitgegeven door Terra Lannoo.